# 突董苏
突董苏，9世纪后期奚族部落联盟首领。
唐懿宗咸通九年（868年），奚王突董苏派遣大都督萨葛赴唐入朝，进贡与唐交好。此后契丹越来越强盛，奚族不敢抗衡，于是举部役属于契丹。契丹政苛，奚族怀怨。唐朝末年，奚酋去诸率领别部内附唐朝，居住在妫州北山，奚族分为为东、西奚。